# 曼德爾科格爾山
47°30′37″N 13°30′03″E / 47.51028°N 13.50083°E

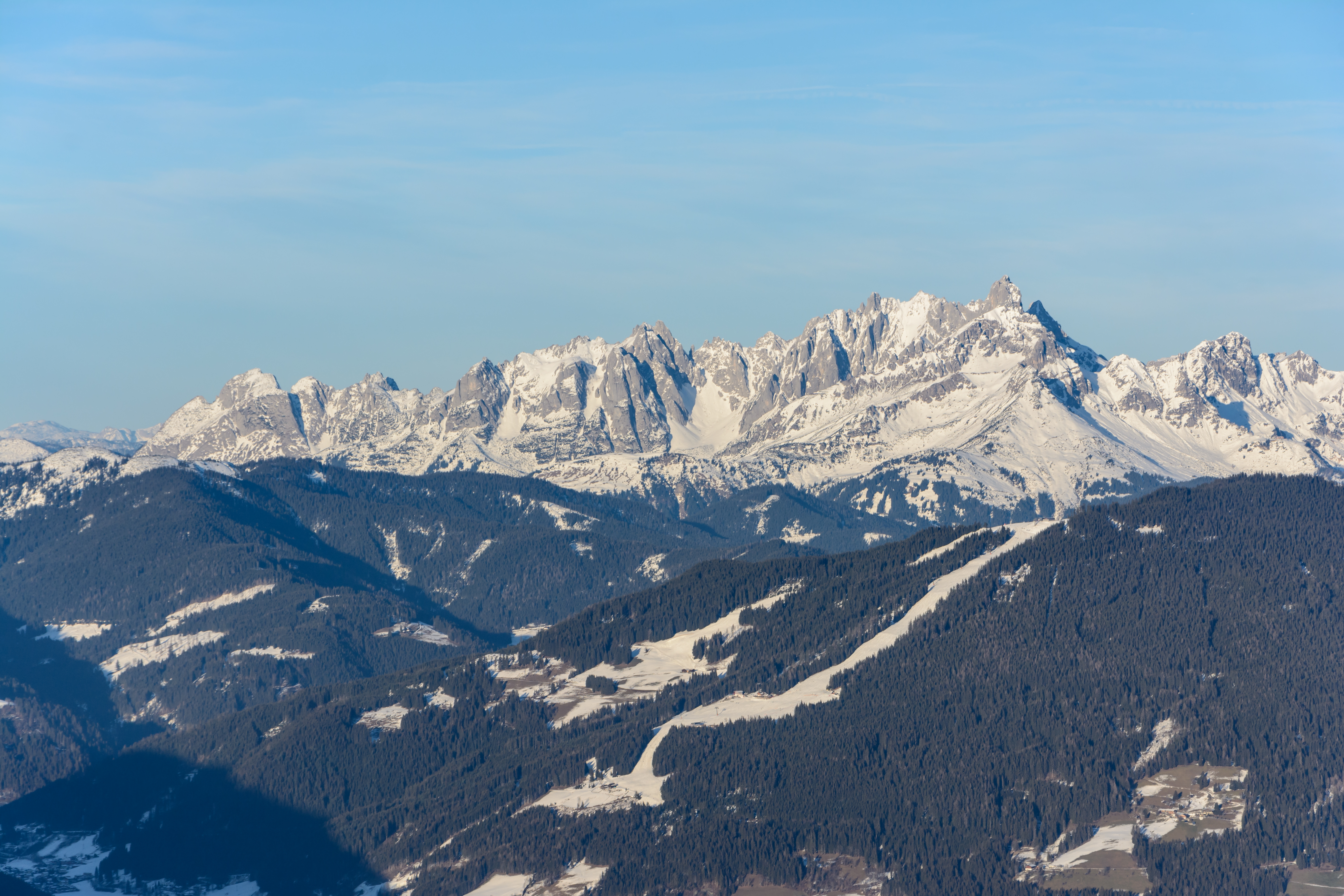

曼德爾科格爾山（德語：Mandlkogel），是奧地利的山峰，位於該國中部，處於薩爾茨堡州和上奧地利州接壤的邊界，屬於达赫施泰因山脉的一部分，海拔高度2,279米。